# Topotécan
Le topotécan est un anticancéreux, antinéoplasique et antimitotique. Il fait partie de la classe des camptothécines.

## Mode d'action
Le topotécan agit en se liant à la topoisomérase de type I et l'inhibe.

## Indication
- cancer de l'ovaire[2]
- cancer du col utérin[3],[4]
- small cell lung cancer[5],[6]

## Note
1. ↑  Masse molaire calculée d’après « Atomic weights of the elements 2007 », sur www.chem.qmul.ac.uk.
2. ↑  « fda.gov/bbs/topics/NEWS/NEW005… »(Archive.org • Wikiwix • Archive.is • Google • Que faire ?).
3. ↑  (en) « FDA Approval for Topotecan Hydrochloride », sur cancer.gov via Wikiwix (consulté le 8 octobre 2023).
4. ↑  http://www.fda.gov/CDER/Offices/OODP/whatsnew/topotecan.htm FDA
5. ↑  « onctalk.com/2007/12/18/oral-to… »(Archive.org • Wikiwix • Archive.is • Google • Que faire ?).
6. ↑  https://www.drugs.com/newdrugs/gsk-receives-approval-hycamtin-topotecan-capsules-relapsed-small-cell-lung-cancer-671.html Press release